# Shubigi Rao
Shubigi Rao (Mumbai, 1975) é uma artista contemporânea e escritora de Singapura nascida em Mumbai, Índia, conhecida por seus projetos multidisciplinares de longo prazo e trabalhos de instalação que frequentemente utilizam livros, gravuras, desenhos, vídeo e arquivos. Seus interesses incluem arqueologia, bibliotecas, neurociência, histórias e mentiras, literatura e violência e história natural. Rao expôs internacionalmente, apresentando trabalhos na 10ª Bienal de Taipé em 2016, na 3ª Bienal de Pune em 2017, na 2ª Bienal de Singapura em 2008, bem como na 4ª Bienal Kochi-Muziris em 2018.
Em 2018, Rao recebeu o Juror's Choice Award no Signature Art Prize da Fundação APB por seu trabalho, Written in the Margins (2014-2016), a primeira parcela de seu projeto de 10 anos sobre a destruição de livros e bibliotecas, intitulado Pulp: A Short Biography of the Banished Book. Em agosto de 2020, Rao ganhou o Prêmio de Literatura de Singapura em Não Ficção Criativa por seu livro Pulp: A Short Biography of the Banished Book. O primeiro volume do projeto Pulp também foi selecionado para o Prêmio de Literatura de Singapura em 2018.
Rao será a curadora da quinta edição do maior evento de artes visuais do Sul da Ásia, a Bienal Kochi-Muziris, que acontece de dezembro de 2020 a abril de 2021. Ao lado do fundador da Kochi-Muziris Biennale e do artista Bose Krishnamachari, Rao foi destaque na edição de 2019 da lista ArtReview Power 100, que mostra os indivíduos mais influentes que trabalham na arte contemporânea.

## Primeiros anos
Rao nasceu em 1975 em Mumbai e atualmente mora em Singapura. Em 1996, Rao obteve seu Bacharelado em Artes (com honras) em Literatura Inglesa pela Universidade de Delhi. Mais tarde, ela obteria seu Diploma em Belas Artes, Bacharel em Belas Artes (Primeira Classe) e Mestre em Belas Artes (Primeira Classe) do LASALLE College of the Arts, Singapura em 2005, 2006 e 2008, respectivamente.
Anteriormente, ela lecionou em tempo parcial em Teoria da Arte e foi supervisora de dissertação de MFA para a Faculdade de Belas Artes do LASALLE College of the Arts.